# Jezierzany (gmina w powiecie buczackim)
Jezierzany – dawna gmina wiejska w powiecie buczackim województwa tarnopolskiego II Rzeczypospolitej. Siedzibą gminy były Jezierzany.
Gminę utworzono 1 sierpnia 1934 r. w ramach reformy na podstawie ustawy scaleniowej z dotychczasowych gmin wiejskich: Bertniki, Czechów, Hrehorów, Jezierzany, Przewłoka, Rukomysz, Wierzbiatyn i Żurawińce. Według podziału administracyjnego z 20 września 1934, 1 sierpnia 1936 i 1 października 1938 w skład gminy wchodziła gromada Okopy
Od września 1939 do lipca 1941 gmina znajdowała się pod okupacją ZSRR, a 1 sierpnia 1941 weszła w skład Generalnego Gubernatorstwa i nowo utworzonego dystryktu Galicja, gdzie jednocześnie została zniesiona przez włączenie do czterech gmin: do nowo utworzonej gminy Barysz (gromady Bertniki, Czechów, Jezierzany i Wierzbiatyn) do nowo utworzonej gminy Buczacz (gromady Rukomysz i Żurawińce), do gminy Monasterzyska (gromada Hrehorów) oraz do gminy Petlikowce Stare (gromada Przewłoka) w powiecie czortkowskim (Kreishauptmannschaft Czortków).
Po II wojnie światowej odłączona od Polski i włączona do Ukraińskiej SRR.